# Muro de Atanarico

El Muro Inferior de Trajano (el Muro de Atanarico en el mapa) estaba situado al norte del Delta del Danubio.

El Muro de Atanarico, también llamado Muro Inferior de Trajano o Muro de Trajano del Sur, era una línea de fortificación probablemente erigida por Atanarico (el rey de los tervingios), entre las orillas del río Gerasio (actual Prut) y el Danubio hasta la tierra de Taifali (actual Oltenia). Lo más probable es que la Muralla de Atanarico haya reutilizado las antiguas limas romanas llamadas Limes Transalutanus. 
En el siglo XIX, el escudo de armas del distrito de Cahul de Besarabia, Imperio ruso, incorporó la imagen del "Muro de Trajano".

## Estructura
El historiador Theodore Mommsen escribió que los romanos construyeron una muralla defensiva desde el delta del Danubio hasta Tyras. Algunos historiadores piensan que la Muralla Trajana sur llegó hasta la ciudad de Tyras, cuando fue anexada por el emperador Nerón. De hecho, se encontró una moneda de bronce romana durante las excavaciones que descubrieron evidencias de la construcción original en el siglo I. 

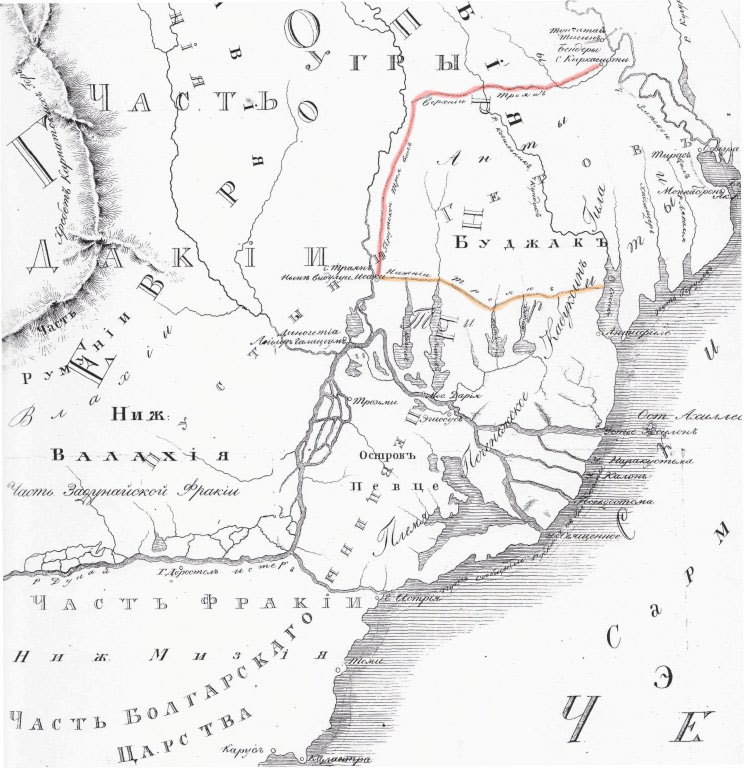
Mapa de los Muros "Romanos" al norte del delta del Danubio.

La estructura está formada por muros de tierra y empalizadas, con una elevación de sólo tres metros (que en su mayor parte está erosionada). Las investigaciones arqueológicas han determinado la existencia de una empalizada de madera, que acabó en incendio, y de unas trampas profundas delante del foso.
El muro se extiende desde Rumania en la localidad de Buciumeni hasta Stoicani y luego ingresa a Moldavia. En el sur de Moldavia se extiende otros 126km del pueblo de Vadul lui Isac en el distrito de Cahul por el río Prut, y luego se adentra en Ucrania y termina en el lago Sasyk por Tatarbunar .

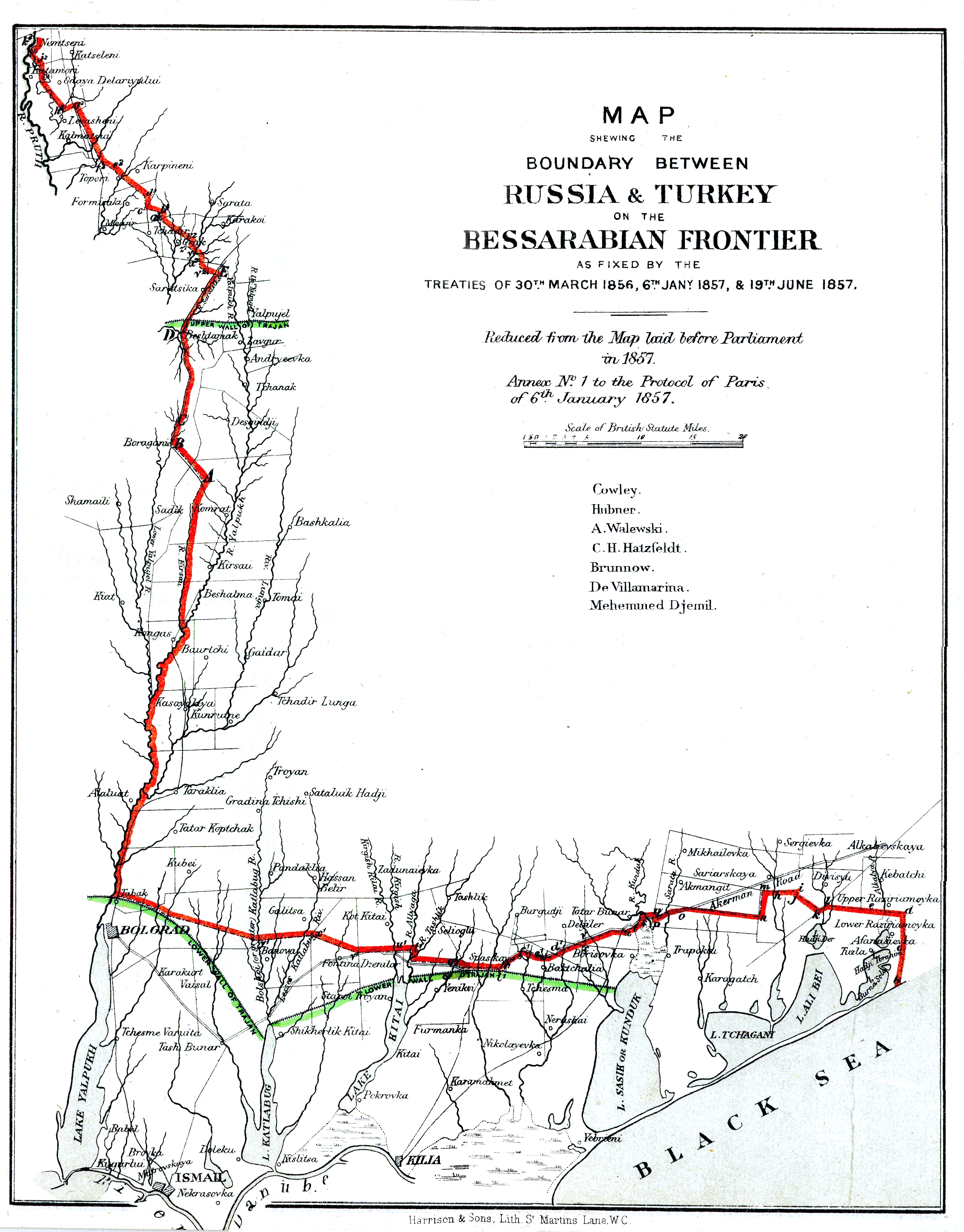
Antiguo mapa ruso que muestra claramente el Muro Inferior de Trajano (en color verde)

Una característica distintiva de la zona de Ploscuțeni - Stoicani es la orientación de la trinchera, que difiere de las otras de Moldavia al apuntar hacia el sur en lugar de hacia el norte. Esta particularidad ha suscitado numerosas hipótesis sobre la afiliación étnica de la estructura. C. Schuchardt, AD Xenopol y V. Pârvan, ignorando este último detalle, lo atribuyeron a los romanos. La contradicción fue notada por E. Fabricius  y C. Uhlig.
R. Vulpe,señalando la orientación sur del foso, relacionó el muro con los godos liderados por Atanarico basándose en el texto de Amiano Marcelino (XXXI, 3, 7).

## Debate histórico
Algunos académicos como Dorel Bondoc piensan que la muralla fue construida por los romanos, porque requirió una gran cantidad de conocimientos y una mano de obra que bárbaros como Atanarico no tenían. 
Bondoc escribió que "el enorme tamaño [del Muro] significa la necesidad de considerables recursos materiales y humanos, una condición que sólo podía ser satisfecha por el Imperio Romano... el período de tiempo en que se construyó se extendió desde Constantino el Grande hasta Valentiniano I. y Valente".
Algunos estudiosos, como Vasile Nedelciuc,  sostienen que el muro de césped fue construido inicialmente por los romanos durante el dominio de Nerón desde el río Prut hasta Tyras, incluso porque tiene un foso orientado al norte. Sostiene que posteriormente fue ampliado por Athanaric, pero sólo hasta la laguna Sasyk.